# ムレスズメ
ムレスズメ（群雀、Caragana sinica、中国語:金鵲根）は、マメ科ムレスズメ属の植物である。
ムレスズメは、アセチルコリンエステラーゼ阻害活性を示すスチルベノイド三量体のα-ビニフェリンや、プロテインキナーゼC阻害剤のミヤベノールC、また2つのスチルベン四量体コボフェノールAとカラシノールBを含むことで知られる。